# 30073 Erichen
30073 Erichen è un asteroide della fascia principale. Scoperto nel 2000, presenta un'orbita caratterizzata da un semiasse maggiore pari a 2,2757642 UA e da un'eccentricità di 0,1692254, inclinata di 4,60309° rispetto all'eclittica.